# Brachelyma
Brachelyma, monotipski rod pravih mahovina, dio porodice Fontinalaceae, red Hypnales. Jedina vrsta je B. subulatum
To je poluvodena vrsta malenih do srednjih mahovina, zelene, žućkaste ili smeđe boje, polegnutih ili visećih stabljika. Stabljike do 30 cm; sklerodermis vrlo debeo, kortikalne stanične stijenke čvrste; listovi uspravni do uspravno rašireni, 2 – 4 mm; medijalne laminalne stanice 10 – 60 × 5 – 8 µm; rubne stanice linearne, 60 – 120 × 6 – 8 µm, anteridija nekoliko (4 ili 5), parafize prisutne. Seta s površinskim stanicama četverokutna. Kapsula 1,5 – 2,5 mm.